# 법기수원지
법기수원지(法基水源池)는 경상남도 양산시 동면 법기로에 위치한 대한민국의 저수지이다. 1932년에 축조되었으며 상수원 보호를 위해 일반인의 접근이 차단되었다. 그러나 79년 후 2011년 7월 15일 일반인에게 개방되었다. 저수능력은 150만t이다.
수영강의 지류인 법기천에 위치하고 있다. 이 주변에는 반송 6그루가 있는데 국내에서도 찾아보기 힘든 소나무다. 저수지를 따라 조성된 둘레길은 2012년 7월에 정식 개방될 예정이었지만 보류되었다. 시행 시기는 미정이지만 방문예약제가 실시되었다.

## 개요
법기수원지는 부산광역시 금정구 선두구동과 노포동, 남산동, 청룡동 일대 7천가구의 식수원으로 사용되고 있으며, 정수 없이 먹을 수 있는 청정 수질을 자랑한다. 일제강점기인 1927년 착공해 1932년 완공됐으며, 수원지 안에는 침엽수림인 측백나무와 편백을 비롯해 높이 30~40m에 달하는 개잎갈나무 등이 이루고 있는 숲과 둑 위에 있는 수십년 된 반송나무가 절경으로 꼽힌다. 특히 2004년에는 천연기념물 제327호인 원앙이 70여 마리 이상 발견되는 등 희귀동식물이 서식하고 있는 탁월한 자연생태계로서 수십년 간 상수원 보호를 위해 일반인들의 출입이 철저하게 통제돼 왔지만 현재 시민들에게 개방되어 수려한 자연과 산림욕까지 즐길 수 있는 명소이다.

## 형태
법기수원지는 흙댐(토언제)으로, 관리 면적은 토지 136필지(681만㎡)이며, 최고 수위 197.23m, 수심 14.7m, 높이 21m, 길이 260m, 둘레 6m이다. 총저수량 157만 톤(유호 저수량 144만 2000톤), 유역 면적 6.85㎢, 만수 면적 19만 1000㎡, 만수위 197.25m(해수면 기준)이다. 상수 원수의 공급 능력은 하루 8,000㎥+5%이다.

## 현황
부산광역시가 소유, 부산광역시 상수도사업본부에서 관리하고 있다. 현재 법기수원지의 물은 범어사 정수장으로 보내어 정수된 뒤 부산광역시 금정구 선두구동, 노포동, 청룡동, 남산동 일대 약 7,000여 세대에 공급되고 있다.
2011년 7월 법기수원지 전체 68만㎡ 중에서 “둑주변과 수림지” 2만여㎡를 일반인에게 개방하였다. 이곳 법기수원지에는 침엽수림인 측백나무와 편백을 비롯해 높이 30∼40m에 달하는 개잎갈나무 등이 이루고 있는 숲과 둑 위에 있는 수십년 된 반송나무가 절경으로 꼽힌다. 특히 2004년에는 천연기념물 제327호인 원앙이 70여 마리 이상 발견되는 등 희귀동식물이 서식하고 있다.

## 이용안내

### 시간
- 하절기(4월~10월) 08:00~18:00
- 동절기(11월~3월) 08:00~17:00